# 福岡市立志賀島小学校

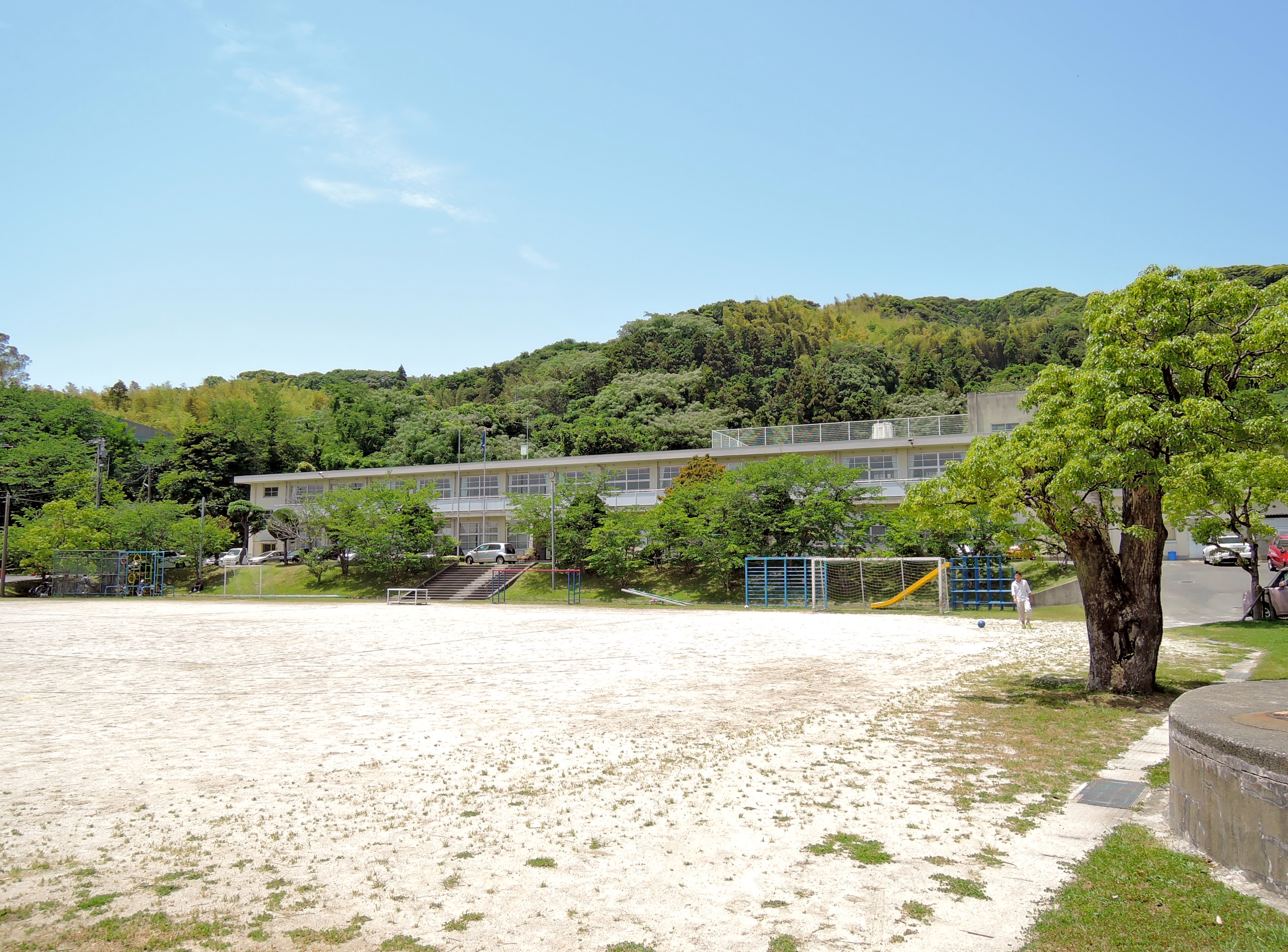
福岡市立志賀島小学校

福岡市立志賀島小学校（ふくおかしりつ しかしましょうがっこう）は、福岡県福岡市東区大字志賀島にある公立小学校。

## 沿革
- 1875年（明治8年） - 志賀島小学校として創立。
- 1908年（明治41年） - 志賀島尋常小学校に改称。
- 1931年（昭和6年） - 弘地区を勝馬尋常小学校より編入
- 1941年（昭和16年）4月1日 - 国民学校令により志賀島国民学校に改称。
- 1947年（昭和22年）4月1日 - 学制改革により - 志賀島村立志賀島小学校に改称。
- 1953年（昭和28年）4月 - 志賀島村が町制施行し志賀町となったことにより、志賀町立志賀島小学校となる。
- 1971年（昭和46年）4月 - 志賀町が福岡市に編入されたことにより、福岡市立志賀島小学校となる。

## 通学区域
- 大字志賀島、大字弘[1]

志賀島の概ね南半分にあたる大字志賀島および大字弘を校区とし、島の概ね北半分（大字勝馬）を校区とする勝馬小学校、対岸の大字西戸崎を校区とする西戸崎小学校と校区が隣接する。
学校は志賀島南東部の福岡市営渡船志賀島渡船場周辺に広がる市街地の西端に位置しており、志賀島渡船場から西へ約600m。最寄りのバス停留所は西鉄バス「志賀島小学校前」バス停。
中学校については志賀中学校の校区で、島内の勝馬小学校の卒業者ともども、島外に通学することになる。

## 校歌
- 作詞：八波正武
- 作曲：織田武